# Inveracity
Inveracity är ett grekiskt brutal death metal-band. Bandets texter handlar om bland annat sodomi och sexualsadism.

## Diskografi
Studioalbum
- 2003 – Circle of Perversion
- 2007 – Extermination of Millions